# Private Eyes (nummer)
Private Eyes is een nummer van het Amerikaanse muziekduo Hall & Oates uit 1981. Het is de eerste single van hun gelijknamige studioalbum (het tiende).
Het nummer heeft een soortgelijke melodie als "Kiss on My List", waarmee Hall & Oates eerder in 1981 een hit scoorden. Private Eyes werd vooral in Noord-Amerika een grote hit. Het behaalde de eerste positie in de Amerikaanse Billboard Hot 100. In Nederland behaalde het nummer slechts de 11e positie in de Tipparade, toch werd het er wel een blijvende radiohit.

## Band
- Daryl Hall – lead- en achtergrondzang, keyboards, synthesizer
- John Oates – slaggitaar, achtergrondzang
- G.E. Smith – leadgitaar
- Tom 'T-Bone' Wolk - basgitaar
- Mickey Curry – drums

Op de videoclip van dezelfde opname is het zesde bandlid Charlie DeChant te zien als 'zogenaamde' keyboardspeler, terwijl Daryl Hall alleen een microfoon vasthoudt. De bandleden dragen grijze regenjassen en hoeden als ouderwetse privédetectives ("private eyes").